# Jeordie White
Jeordie White   (Pompton Lakes, 20 de juny de 1971) és un músic nord-americà, conegut sobretot com l'antic baixista i guitarrista de la banda de rock Marilyn Manson. Anteriorment, va ser el baixista d'A Perfect Circle i un membre de gira de Nine Inch Nails, i actualment és el vocalista de Goon Moon. Va deixar Marilyn Manson el 2002, més tard es va incorporar a la banda el 2008 i va ser acomiadat el 2017. Ha estat un compositor principal de la banda i també ha contribuït a alguns dels enregistraments de Desert Sessions. També va organitzar el podcast Hour of Goon amb el també músic Fred Sablan, a la xarxa Starburns Audio.

## Biografia
White es va criar a Pompton Lakes, Nova Jersey, abans de traslladar-se a Fort Lauderdale, Florida, durant la seva infància. Influenciat per Mötley Crüe, Van Halen i Iron Maiden, va agafar una guitarra per primera vegada als tretze anys. White va passar la major part de la seva joventut a la zona de Fort Lauderdale, i als 15 anys, s'havia unit a la seva primera banda, The Ethiopians. Es va graduar a la J.P. Taravella High School de Coral Springs, Florida, on va prendre classes avançades de guitarra amb Kevin Phillips.
White va conèixer Marilyn Manson (Brian Warner) en nombroses ocasions a finals de la dècada de 1980. Després d'una reunió inesperada en una botiga de discos usats al Coral Springs Mall on White treballava, els dos es van adonar que tenien molt en comú, però encara no havien de treballar en un esforç musical. White va intentar activament unir-se a la banda de Manson mentre tocava en un altre projecte. El març de 1993, White va participar en el projecte paral·lel de Manson, Mrs. Scabtree i va compartir tasques vocals amb la llavors núvia Jessicka. Jeordie no es va unir a Marilyn Manson and the Spooky Kids fins que Gidget Gein va ser expulsat de la banda pel gerent el desembre de 1993. White va rebre el nom de membre de la banda Manson Twiggy Ramirez, que es va derivar prenent el primer nom de la supermodel anglesa Twiggy i el El cognom de l'assassí en sèrie nord-americà Richard Ramirez Jeordie també va adoptar el personatge de Gidget, des de la seva personalitat, el seu estil de cabell fins a les seves opcions de vestit. White mai va tocar el baix fins que Manson li va comprar el seu primer instrument just després d'unir-se a la banda. El 1998, White va fer un cameo al vídeo musical de Monster Magnet per a "Space Lord". El 2001, White va aparèixer en un episodi de MTV Cribs: l'"Ozzfest Edition".
Com a resultat de molts canvis de formació (específicament de guitarristes), White va ser en gran part responsable de la major part de la composició de cançons dels àlbums Antichrist Superstar, Mechanical Animals i Holy Wood; per a l'últim àlbum, va compartir crèdits amb John 5. El 2007, White va dir que estava orgullós del treball que va fer a la banda.